# Contea di Jefferson (Oklahoma)
La contea di Jefferson (in inglese Jefferson County) è una contea dello Stato dell'Oklahoma, negli Stati Uniti. La popolazione al censimento del 2000 era di 6 818 abitanti. Il capoluogo di contea è Waurika.